# Oubliehoorn

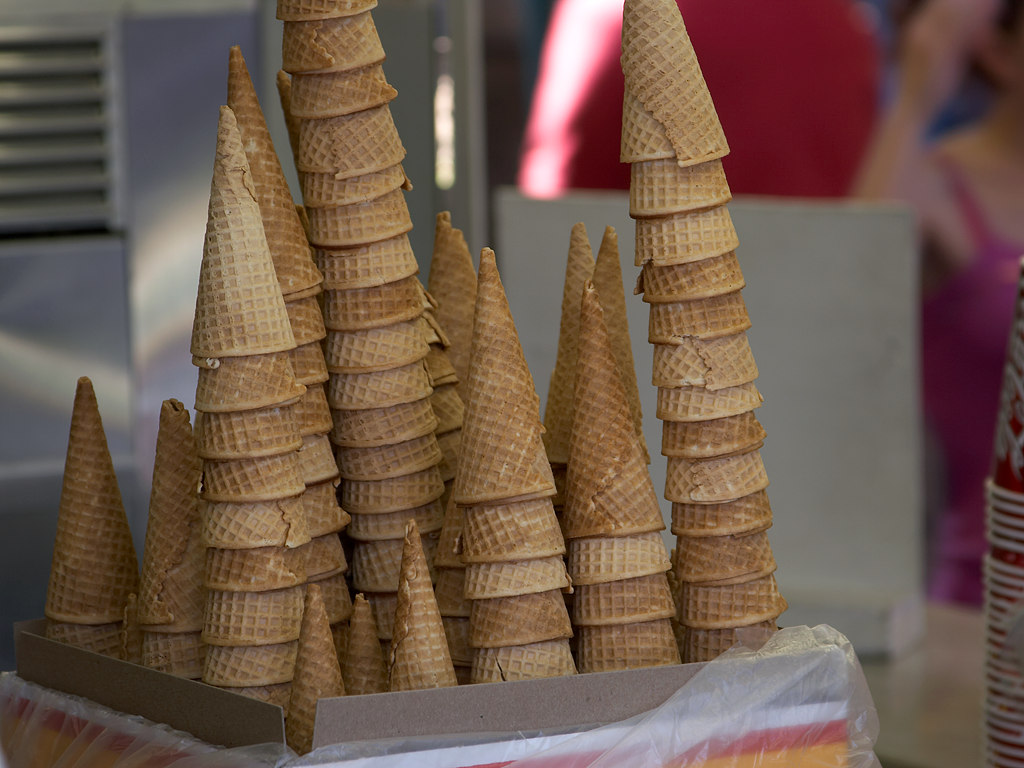
Gestapelde oubliehoorns.

Een oubliehoorn is een oubliewafeltje waarvan één zijde strak, en de tegenovergestelde zijde ruim opgevouwen wordt, waardoor een kegelvorm ontstaat. Een oubliehoorn wordt meestal gebruikt als manier om consumptie-ijs te serveren. Hij is eetbaar, terwijl andere ijsverpakkingen zoals een papieren bakje dat niet zijn.

## Geschiedenis
Volgens een bekend verhaal werd de eerste oubliehoorn gemaakt op de Saint Louis World's Fair in 1904. Ernest A. Hamwi stond met zijn wafelkraam naast een ijskraam die te weinig bakjes had. Hamwi bood vervolgens opgerolde wafels aan, en de eerste oubliehoorn was geboren. Aannemelijker is echter dat het hoorntje al eerder bestond, maar pas door deze tentoonstelling grote bekendheid verkreeg. 
Frederick Bruckman vroeg in 1912 patent aan op een hoorntjesrolmachine die oubliehoorns kon maken. Vóór de uitvinding ervan werden de oubliewafels met de hand opgerold. 
Een (lege) oubliehoorn heeft de vorm van een (holle) kegel.